# ادو موریک
ادو موریچ (زادهٔ ۲۷ نوامبر ۱۹۹۱) یک بسکتبالیست حرفه‌ای اسلوونیایی است. او همچنین عضو تیم ملی اسلوونی است. او در پست مهاجم ریزتک بازی می‌کند.
او در لیوبلیانا، اسلوونی به دنیا آمد. برادر بزرگتر او دینو نیز یک بسکتبالیست حرفه ای است.